# Lesió traumàtica en odontologia
Una lesió traumàtica en odontologia es refereix a un traumatisme a les dents i/o periodonci (genives, lligament periodontal, os alveolar) i teixits tous propers com els llavis, la llengua, etc.